# Smertrios
Smertrios, eller HD 149026 b, är en exoplanet som kretsar kring stjärnan Ogma (HD 149026) i stjärnbilden Herkules.
Exoplaneten upptäcktes 2005. Den fick beteckningen HD 149026 b och fick sedan namnet Smertrios samtidigt som stjärnan fick sitt egennamn Ogma..
| Planet        | Massa          | Halv storaxel (AE) | Siderisk omloppstid (d) | Excentricitet | Inklination | Radie       |
| ------------- | -------------- | ------------------ | ----------------------- | ------------- | ----------- | ----------- |
| b (Smertrios) | 0,324±0,011 MJ | 0,042              | 2,87588874±0,00000059   | 0,0028±0,0024 | 85,3±0,8o   | 0,718±0,065 |